# Cabras (Olaszország)
Cabras település Olaszországban, Szardínia régióban, Oristano megyében. Lakosainak száma 8728 fő (2023. január 1.). Cabras Nurachi, Oristano és Riola Sardo községekkel határos.

## Népesség
A település népességének változása:
| Lakosok száma | 8889 | 9278 | 8728 |
|               | 2004 | 2018 | 2023 |